# 히라사와 스스무
히라사와 스스무(일본어: 平沢 進, 1954년 4월 1일 ~ )는 일본의 음악가이자, 음악 프로듀서, 그래픽 아티스트로, 케이오스 유니온의 대표 이사이다. 1994년부터 멀티미디어 콘서트 《인터랙티브 라이브》를 개시하고 있으며, 제79회 아카데미상 가곡 부문에서 노미네이트 후보로 지명된 적 있다.

## 작품

### 뮤직 비디오
- 세계 터빈 (1990년)
- LOVE SONG (1993년)
- Siren *세이렌* (1996년)
- BERSERK -Forces- (1997年)
- TOWN-0 PHASE-5 (1998年)
- 현자의 프로펠러-I (2000年)
- 로타티온 (LOTUS-2) (2001년)
- RIDE THE BLUE LIMBO (2003년)
- 백호야의 처녀 (2007년)
- TIMELINE의 끝 (2022년)